# الإطار المتكامل المعزز
الإطار المتكامل المعزز للمساعدة المتصلة بالتجارة لأقل البلدان نموا،(يشار إليه عادة باسم EIF) هو برنامج إنمائي عالمي يهدف إلى دعم أقل البلدان نموا من اجل الاندماج بشكل أفضل في نظام التجارة العالمي وجعل التجارة محركا للتطوير  تم إطلاق برنامج المانحين المتعددين في 1 يناير 2007 كخلف للإطار المتكامل للمساعدة التقنية المتعلقة بالتجارة لأقل البلدان نموا(والمختصر عادة IF)، والذي كان موجودا من أكتوبر 1997 إلى ديسمبر 2006. بدأت المرحلة الثانية من EIF في 1 يناير 2016 وستستمر لمدة 7 سنوات.
يمثل الصندوق شراكة بين مختلف أصحاب المصلحة في المساعدة الإنمائية الدولية بما في ذلك العديد من وكالات الأمم المتحدة والمنظمات الحكومية الدولية الإقليمية والجهات المانحة الأخرى.ويدعم البرنامج صندوق استئماني متعدد المانحين برأس مال مدفوع قدرة 165 مليون دولار (حتى 30 نيسان/ابريل2012)  للتدخلات الإنمائية في 49 من اقل البلدان نموا.
تقوم منظمة التجارة العالمية ومنظمة التعاون والتنمية في الميدان الاقتصادي بالترويج لـهذا الإطار باعتباره الطريقة المفضلة لتقديم المساعدة الإنمائية الرسمية لأقل البلدان نموا كجزء من المبادرة العالمية للمعونة من اجل التجارة.

## التاريخ
نوقشت فكرة البرنامج السابق، IF ، لأول مرة في المؤتمر الوزاري الأول لمنظمة التجارة العالمية في سنغافورة في ديسمبر 1996. وقد بدأ العمل به لاحقًا في تشرين الأول/ أكتوبر 1997 في الاجتماع الرفيع المستوى لمنظمة التجارة العالمية بشأن المبادرات المتكاملة لتنمية التجارة في اقل البلدان نموا، الذي عقد في منظمة التجارة العالمية.
ويقصد بها أن تكون آلية لزيادة فعالية وكفاءة المساعدة التقنية المتصلة بالتجارة المقدمة إلى أقل البلدان نموا عن طريق تحسين التنسيق بين المانحين والبلدان المستفيدة ومقدمي المساعدة التقنية.وقد نشأت الدعوات إلى وضع برنامج شامل من الشعور بأن الإجراءات غير المنسقة التي تتخذها هذه الأطراف تؤدي إلى ازدواجية الجهود، وتخصيص الموارد بشكل عام لبعض المناطق التقنية والجغرافية، وإمكانات غير مستغلة للمبادرات المشتركة وتبادل المعلومات.
يرى البعض الإطار المتكامل يعتبر برنامجًا فاشلاً لأن استجابة الأطراف المعنية (أقل البلدان نمواً ووكالات التنمية والجهات المانحة) كانت أقل بكثير مما كان متوقعًا. وعلى سبيل المثال، تشير سوزان بروز من معهد التنمية الخارجية في المملكة المتحدة إلى أن أقل اابلدان نموا والمانحين لديهم تصورات وتوقعات مختلفة بشأن الغرض من الإطار المتكامل: فبينما تتوقع أقل البلدان نموا أن يكون هذه الإطار أساسا وسيلة لتعبئة المزيد من الموارد المالية للتدخلات الإنمائية، سعت الجهات المانحة إلى إنشاء آلية لتحسين التنسيق.prowse، مثل الآخرين، يذكر أيضا أن العيب الرئيسي للإطار المتكامل يكمن في تصميمه، بمعنى أن المساعدة التي تم توجيهها من خلال الإطار المتكامل لم تتماشى مع إستراتيجية التنمية الشاملة للبلد.
ونتيجة للأثر المحدود الذي حققه الإطار المتكامل خلال فترة البرنامج الأولية، اتفقت لجنة التنمية التابعة لصندوق النقد الدولي والبنك الدولي في اجتماعها في عام 2005 على إعادة هيكلة البرنامج وتزويده بموارد إضافية.وفي وقت لاحق، أنشأت اللجنة التوجيهية للإطار المتكامل المعزز ونشرت في 29 حزيران/يونيو 2006 توصيتها بشأن  تغيير الاستراتيجية الحالية وطرائق التنفيذ  وقد بدأ البرنامج المجدد، الذي كان يسمى رسميا الأطار المتكامل المعزز، في 1كانون الثاني/يناير2007 وبدأ تشغيلة بالكامل في عام 2010
وتشمل البرامج المماثلة الآخرى مرفق تيسير التجارة التابع للبنك الدولي ومرفق المعايير والتنمية التجارية التابع لمنظمة التجارة العالمية.

## الأحداث

### المنتدى العالمي للتجارة الشاملة لأقل البلدان نموا
في عام 2018، استاضفت أمانة الإطار الاقتصادي الأوروبي المنتدى العالمي الافتتاحي بشأن التجارة الشاملة لأقل البلدان نموا.

## أخبار التجارة من أجل التنمية
يحتوي EIF منصة إخبارية داخلية تسمى التجارة من أجل التنمية الأخبار ، والتي تشارك قصصًا حول مواضيع تتراوح من التجارة الإلكترونية إلى تيسير التجارة من EIF والوكالات الشريكة، فضلا عن التجارة الأوسع نطاقا من أجل التنمية والمعونة من أجل التجارة المجالات.

## هيكل الحوكمة
العديد من الهيئات على الصعيدين العالمي والوطني تشكل الإطار المؤسسي لبرنامج EIF 

### هيئات الحوكمة العالمية
اللجنة التوجيهية للإطار المتكامل للإحصاء هي أعلى هيئة على مستوى الإطار المتكامل الأوروبي ومسؤؤلية عن تحديد الاتجاه العام للسياسة العامة للبرنامج ومراجهة فعاليته وضمان الشفافية.وهي تتألف من ممثلين عن كل من اقل البلدان نموا المشاركة، والبلدان والوكالات المانحة، والوكالات الأساسية الستة، والأمانة التنفيذية للإطار الاقتصادي الأوروبي، ومدير الصندوق الاستئماني للإطتر الاقتصادي الأوروبي بخكم منصبه.اللجنة التوجيهية تجتمع مرتين في السنة على الأقل.
يتولى مجلس إدارة البرنامج EIF مسؤولية إدارة البرنامج واتخاذ القرارات التشغيلية الرئيسية.ومن ثم فهي تنفذ سياسات، والتي ترفع (EIF)اللجنة التوجيهية للإطار الدولي للفنون تقاريرها إليها.وهي تتألف من ثلاثة ممثلين عن اقل البلدان نموا، وثلاثة ممثلين عن المانحين وممثل واحد لكل من الوكالات الأساسية، والأمانة التنفيذية لمعهد الطاقة الأوروبي ومدير الصندوق الاستئماني لمعهد قرارات التمويل EIF الطاقة الأوروبي.يقرر مجلس إدارة ويقوم برصد ومراجعه EIFفي إطار الصندوق الاستئماني وتقييم التقدم والعمليات الخاصة بكل بلد.
تنفذ الأمانة التنفيذية ابرنامج EIF العمليات اليومية للبرنامج بالتعاون مع مدير الصندوق الاستئماني EIF ونقاط الاتصال الوطنية الخاصة ب EIF تأسست في أكتوبر 2008 مع دوروثي تيمبو كمدير تنفيذي لها.يقع مقر السكرتارية التنفيذية للإطار الأوروبي الدولي في المقر الرئيسي لمنظمة التجارة العالمية، وهي تقدم تقاريرها إلى محلس إدارتها وكذلك إلى مدير العام لمنظمة التجارة العالمية.
يدير مدير الصندوق الأستماني للإطار الإقتصادي الأوروبي المساهمات المالية التي يقدمها المانحون إلى الصندوق الأستماني للإطار الاقتصادي الأوروبي وقد عين مكتب الأمم المتحدة لخدمات المشاريع (UNOPS) لهذا الدور ويقوم مكتب الأمم المتحدة لخدمات المشاريع في سويسرا بدور المكتب المنفذ 

### هيئات الحوكمة على المستوى القطري
اما الهيئات الإدارية الواردة أدناه، التي يجري إنشاؤها أو تشغيلها بالفعل داخل أقل البلدان نموا المشاركة، تسمى ككل «ترتيب التنفيذ الوطني» (NIA) .
كل بلد من أقل البلدان نمواً لديه نقطة اتصال وطنية للتعليم المتكامل ينسق عملية الصندوق في البلد.ويعينه مقرها في أقل البلدان نموا.وعادة مايتم تعيين كبار المسؤولين الحكومين فقط، ويتواصل مركز التنسيق التابع لمؤوسسة التعليم الإلكتروني مباشرة مع الأمانة التنفيذية للهيئة.وتدعمه وحدة تنفيذ وطنية،
تدعم وحدة التنفيذ الوطنية مركز التنسيق الوطني للهيئية في تنسيقورصد تنفيذ المشاريع الممولة في إطار الصندوق
يُعد ميسر الجهات المانحة EIF مسؤولاً عن تيسير التنسيق بين المانحين والحوار بين المانحين والحوار بين المانحين وحكومة أقل البلدان نموا، بالأشتراك مه مركز التنسيق الوطني المعني بالتنمية في المنطقة، بشأن القضايا التجارية والتدخلات الغنمائية.وهو يضطلع بدور هام في ضمان مواءمة التدخلات مع الأولويات الإنمائية العامة لبلد ما، وفقا لأحد المبادى الخمسة لإعلان باريس لعام 2005 بشأن فعالية المعونة. ميسر المانحين في الصندوق الأوروبي للمانحين هو ممثل عن مجتمع المانحين، ويتم تحديده من قبل الحكومة والجهات المانحة الأخرى.
تمثل اللجنة التوجيهية الوطنية لمبادرة EIF منتدى للحوار الوطني بين مختلف أصحاب المصلحة من القطاعين العام والخاص في التجارة والتنمية.وتتألف من مسؤولين حكوميين، ورابطات من القطاع الخاص، وممثلي المجتمع المدني، ومجتمع المانحين وتتخذ قرارات رفيعة المستوى بشأن العملية الوطنية للشراكة الأوروبية.

## تسيير
تم تصميم الإطار المتكامل المعزز بطريقة تجعل هدفه العام المتمثل في جعل التجارة محركا لتنمية أقل البلدان نموا من خلال ثلاثة مجالات من الأنشطة:
- دمج التجارة في أستراتيجيات التنمية الوطنية
- إنشاء هياكل جديدة أو تعزيز المؤسسات القائمة اللازمة لتنسيق تقديم المساعدة التقينية المتعلقة بالتجارة
- بناء القدرة على التجارة، والتي تشمل أيضا معالجة قيود جانب العرض الحاسمة.

يعمل برنامج EIF مع ست وكالات أساسية شريكة، تكون مسؤولة عن تقديم المساعدة الإنمائية بشكل مشترك في هذه المجالات الثلاثة (أنظر أدناه)
يعتبر بلد أقل البلدان نموا، من حيث المبدأ، في المراحل التالية:
مرحلة ماقبل DTIS ومرحلة التنفيذ.

### مرحلة ما قبل DTIS
في هذه المرحلة، تطلب الدولة العضوية في البرنامج.أصبحت هذه الخطوة غير ضرورية لأن جميع البلدان الأقل نموا الحالية هي دول أعضاء في EIF بمجرد مراجهة الطلب والموافقة عليه من قبل مجلس إدارة EIF، يقوم أقل البلدان نموا بأنشاء هيكل EIF وطني على النجو المبين أعلاه.يتمثل أحد العناصر المهمة في هذه الخطوة في حشد الدعم داخل البلد لجدول أعمال النجارة والتنمية من خلال التواصل مع أصحاب المصلحة والدعوة وإذكاء الوعي.يمكن أن تستفيد أقل البلدان نموا في هذه المرحلة مما يسمى بأموال ماقبل DTIS والتي تصل إلى 50000 دولار أمريكي لبناء البنية التحتية المؤسسية داخل البلد اللازمة للمراحل التالية.

### مرحلة DTIS ومصفوفة الإجراءات
بمجرد أن يتم تشغيل الهيكل المؤسسي، يمكن لأقل البلدان نموا المشاركة، ب التعاون مع واحدة أو أكثر من الوكالات الشريكة الأساسية
الست، لإجراء دراسة تشخيصية للتكامل التجاري (DTIS) هو تحليل شامل للبيئة الاقتصادية والتجارية لأقل البلدان نموا ويهدف إلى تحديد القيود المفروضة على القدرة التنافسية ونقاط الضعف في سلسة التوريد والقطاعات ذات النمو الأكبر و/أو إمكانيات التصدير. تحتوي كل DTIS على مصفوفة إجراءات تحدد الإصلاحات ذات الأولوية التي يجب إجراؤها بترتيب معين للتخفيف من القيود الأكثر إلزاما لزيادة القدرة التنافسية التجارية. قد يطلب البلد المستفيد أمولا تصل إلى 400000 دولار أمريكي لتمويل إنتاج DITS، أو مايصل إلى 20000 دولار أمريكي لتحديث DITS الحالي.

### مرحلة التنفيذ

#### تعزيز مؤسسات EIF داخل الدولة
خلال مرحلة التنفيذ، تتخذ أقل البلدان نموا خطوات ملموسة نحو دمج التجارة في إستراتيجيتها الإنمائية الوطنية وتحديد التمويل للأولويات الرئيسية.تلعب NIA دورا داعما حاسما لأنها توفر منتدى للحوار والتبادل بين صانعي السياسات في أقل البلدان نموا والقطاع الخاص وشركاء التنمية الذين يقدمون الخدمات الاستشارية.ويمكن أن تستخدم أقل البلدان نموا مايسمى بتمويل المستوى 1 و /أو أن تسعى للحصول على دعم المانحين الثنائي لتعزيز NIA الخاص بها من خلال مشاريع بناء القدرات لمدة تصل إلى خمس سنوات.

#### بناء قدرات جانب العرض
كما يقوم أقل البلدان نموا بتنفيذ المشاريع ذات الأولوية لمصفوفة العمل خلال هذه المرحلة من خلال وضع تدخلات إنمائية فردية لكل من الأصلاحات المذكورة في المصفوفة، يوفر الصندوق الأستئماني EIF ما يسمى بأموال المستوى 2 للمشاريع الصغيرة ذات الأولوية لبناء القدرات المتعلقة بالتجارة وجانب العرض.ومع ذلك. ينبغي التماس الجزء الأكبر من التمويل من دعم المانحين الثنائيين.

## المنظمات والبلدان المشاركة
ست وكالات أساسية مسؤولة عن تقديم المساعدة التقنية المتعلقة بالتجارة إلى أقل البدان نموا المشاركة ومساعدتها على تحقيق الهدف العام للإطار المتكامل: صندوق النقد المالي، والبنك الدولي، ومركز التجارة الدولية، وبرنامج الأمم المتحدة الإنمائي، ومؤتمر الأمم المتحدة للتجارة التنمية، ومنظمة التجارة العالمية.منظمة الأمم المتحدة للتنمية الصناعية هي حاليا وكالة مراقبة.
يوفر 23 جهة مانحة الموارد المالية للصندوق الاستئماني EIF ولديها ممثلون في هذه الهيئات الحكومة العالمية: بلجيكا، المجر، المملكة العربية السعودية، كندا، أيسلندا، إسبانيا، الدنمارك، أيرلندا، السويد، المصفوفة الأوروبية، اليابان، سويسرا، أستونيا، لوكسمبورغ، تركيا، فلندا، هولندا، الولايات المتحدة، فرنسا، النرويج، المملكة المتحدة، ألمانيا، جمهورية كوريا. 
يشمل شركاء EIF الآخرين:
- مصرف التنمية الأفريقي - مصرف التنمية الأفريقي (الشراكة المتوخاة لأقل البلدان نموا في أفريقيا)
- بنك التنمية الآسيوي - ADB (الشراكة المتوخاة لأقل البلدان نمواً في آسيا)
- الآلية العالمية (التعاون في مجال الزراعة والتجارة المستدامة في أقل البلدان نمواً)
- بنك التنمية للبلدان الأمريكية - IDB (الشراكة المتوخاة لهايتي)
- مرفق المعايير وتنمية التجارة - STDF (تعاون وثيق بشأن قضايا الصحة والصحة النباتية في أقل البلدان نمواً)
- منظمة الأمم المتحدة للتنمية الصناعية - اليونيدو (وكالة مراقبة وتنفيذية)
- مكتب الأمم المتحدة لخدمات المشاريع - مكتب الأمم المتحدة لخدمات المشاريع (مدير الصندوق الاستئماني)